# Церква Покрови Пресвятої Богородиці (Пирогів)
Церква Покрови Пресвятої Богородиці (Пирогів) —  закарпатська дерев'яна церква, побудована в 1792 році, нині розташована в Національному музеї народної архітектури та побуту України, Київ.    

## Історія
Церква була побудована в с. Плоске, Свалявського району, Закарпатської області в 1792 році про що свідчить надпис на одвірку при вході до неї: "Року Бõж. Аψчв" та посвячена Святій Марії. Взимку 1926-1927 років церква була перевезена в с. Канора Воловецького району Закарпатської області та посвячена Покрові Пресвятої Богородиці. За переказами місцевих жителів  церкву збирали майстри із с. Рекіти. В 1976 році церкву перенесли до  Національного музею народної архітектури та побуту України.

### Церква в с. Плоске (1792-1926)
Першим настоятелем (парохом) української греко-католицької церкви в с. Плоске, згадуваним у джерелах, у 1797 році став о. Теодор (Федір), який зрадується як парох навколишніх сіл Ізвор, Павлів, Оленьов, Мала Мельнична, Мала Бистра. На початку 1840-х років при церкві діяла школа. В 1925-1928 роках в селі звели нову муровану церкву, яку освятили 30 червня 1929 року. Для залучення коштів на будівництво церкви використовувались пожертви, продаж інших активів парафії. Таким чином дерев'яна церква була продана державі для переміщення в с. Канора для передачі місцевій православній громаді.  

### Церква в с. Канора (1926-1976)
Церкву взимку 1926-1927 років  перевезли саньми до Сваляви, а звідти до Воловця церква ймовірно їхала залізницею, від якої до місця розташування транспортувалась кіньми. Церкву зібрали і встановили біля неї дубовий хрест. В церкві в с. Канора служили такі священники: Георгій (Юрій) Опаленик, Григорій Пащенко, Іван Колесніков, Феодосій Росоха, Іван Іваняс, Варнава Гуцул. Після пожежі в селі, яка сталась під час Другої світової війни,  Варнава Гуцул перебрався жити до церкви тож інтер'єр бабинця тоді зазнав змін: було вирізане вікно з південного боку, стіни були оббиті дранкою та вкриті глиною. З 1945 року після приходу радянської влади православна громада перебралась в муровану церкву, відібрану в греко-католиків, а дерев'яний храм не використовувався і в 1953 році він був викреслений з переліку діючих храмів. 
Церква є в списку пам'ятників архітектури Української РСР, що перебувають під охороною держави (за № 187), який затверджений постановою Ради Міністрів УРСР від 24 серпня 1963 р. № 970 "Про впорядкування справи обліку та охорони пам'ятників архітектури на території Української РСР". Цією ж постановою Держбуду УРСР разом з Міністерством культури УРСР  було доручено протягом 1963-1964 років  обстежити і відповідним чином зафіксувати  в документах, фотографіях чи зарисовках видатні твори старовинного монументального живопису, скульптури, а також високохудожню  різьбу, окремі архітектурні зразки і фрагменти в спорудах, що виключені з списку пам'ятників архітектури, з оплатою цих робіт  згідно з існуючим порядком та вирішити  питання про збереження особливо цінних творів у музеях і спеціальних сховищах.
В 1964 році будівлю церкви під керівництвом архітектора Івана Могитича відремонтували. Була посилена стіна під бабинцем і навою, полагоджена покрівля та аркада, замінено окремі колоди в стінах нави.

### Церква в музеї (з 1976 року)
В 1973 році до Канори прибула музейна експедиція, яка обстежувала церкву, а в 1975 музей замовив роботи щодо обстеження та виявлення зіпсованих частин церкви для заміни. Обстеження було проведене в квітні 1976 року в її місці розташування в с. Канори архітекторами Прибєгою Л., Смолінським С., Соколовим Є і техніком Кравцем І.  В церкві була зіпсована покрівля, дерево пошкоджене грибком, одна із стін деформувалась, а в іконостасі була відсутня частина ікон. У травні 1998 року товариство "Лемківщина" звернулось з листом до директора музею відкрити храм для  богослужень (в той час там розташовувався музейний склад дерев'яних виробів). Храм був наданий у використання в 1999 році. Тоді ж з храму забрали експонати, вирівняли підлогу, провели електрику, перекрили новим гонтом. Пізніше з 2017 року церкву обладнали громовідводом та сигналізацією. (Схема як дістатися до храму). 

## Архітектура

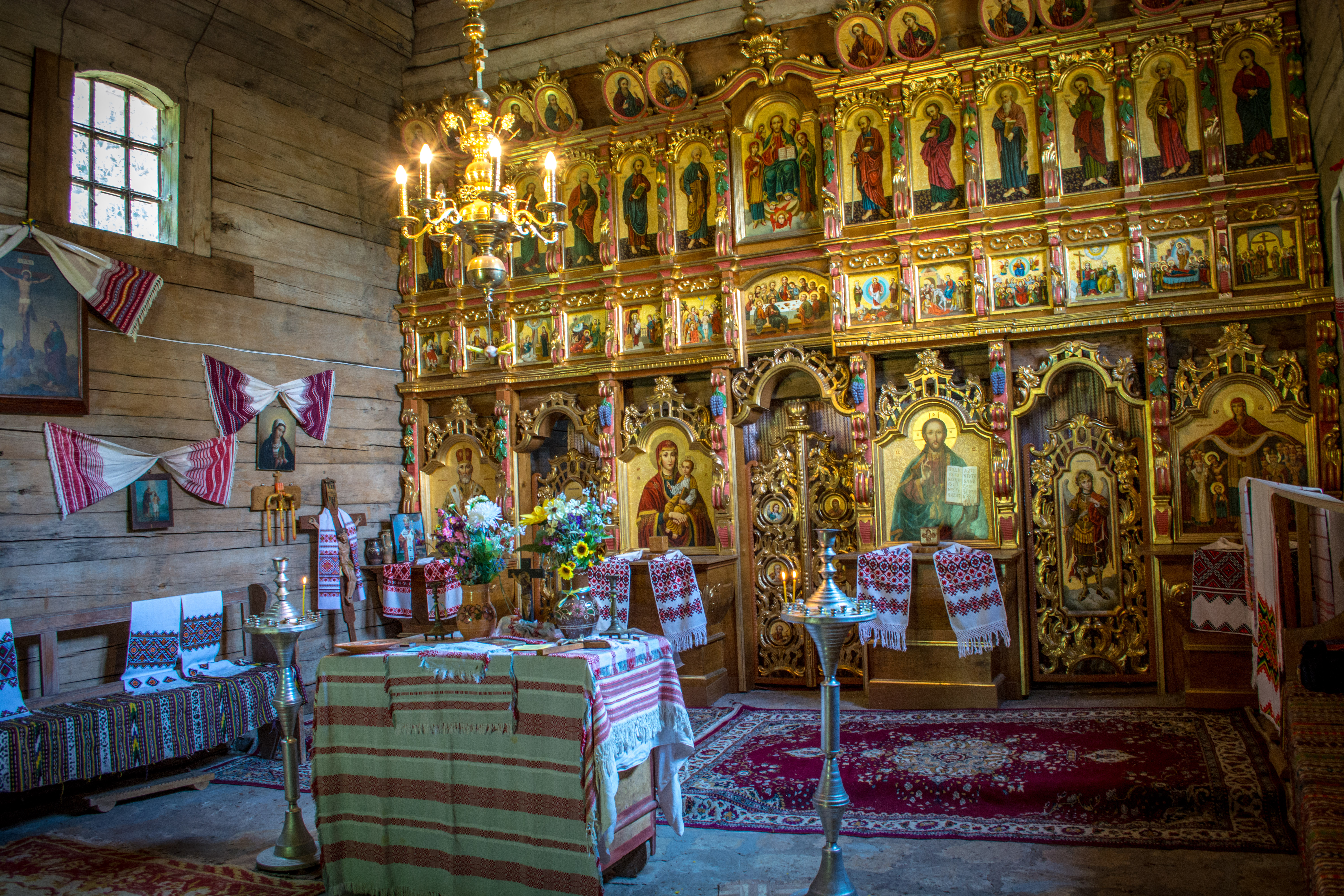
Іконостас церкви

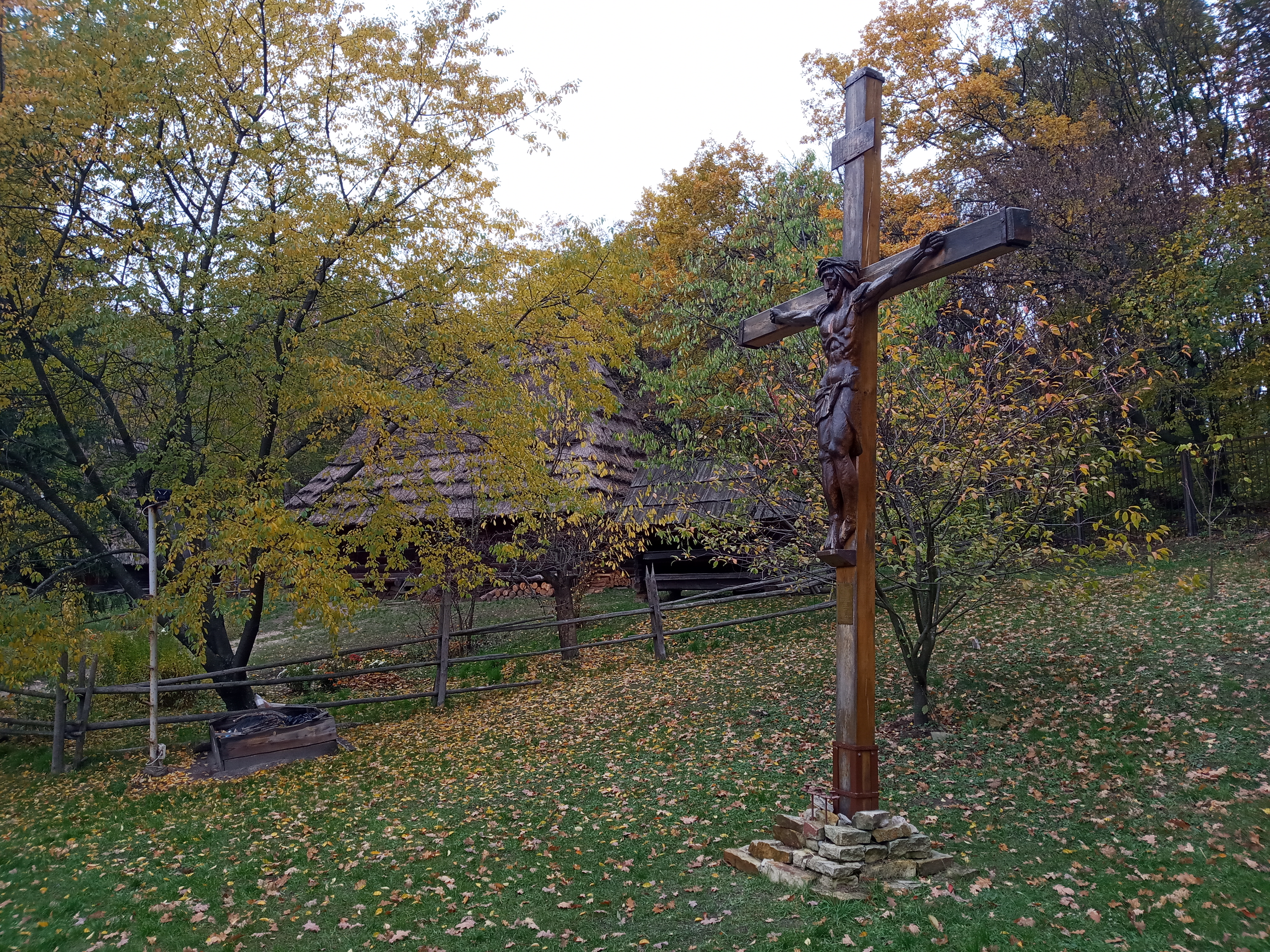
Хрест, встановлений поруч з церквою

Церква побудована у лемківському стилі з бароковим впливом, який проявляється в бані вежі. Довжина церкви складає 16,2 м., ширина - 8,28 м., висота зрубу 2,32 м. а її загальна площа складає 134 кв.м. Це тризрубна будівля, висота якої зростає зі сторони вівтаря до бабинця з вежею, висотою 19,82 м., де розташований її вхід (із сходу на захід). Нава і бабинець церкви – рівноширокі, прямокутні, вівтар – гранчастий (стіни зі сходу і заходу мають зрізані кути). Однакова ширина нави і бабинця виділяють храм з поміж інших лемківських церков, в яких бабинець зазвичай вужчий, проте це спостерігається в низці закарпатських церков, побудованих в стилі мармароської готики: Церква святого Миколая (с. Сокирниця); Миколаївська церква (с. Данилово); Церква святого Михаїла (с. Крайниково); Свято-Параскевський храм (с. Олександрівка); Церква Різдва Пресвятої Богородиці в с. Стеблівка.
Нава і вівтар мають рококові завершення шарового типу з заломами. Дзвінниця в плані квадратна, а її другий ярус каркасний, а не зрубний, що додає стабільності під час використання дзвонів. У вежі під час одного з ремонтів було закладено відкриті раніше голосниці через які було чути передзвін. Вздовж передньої та бічних сторін церкви проходять галереї з аркадами з різьбленими стовпами та консолями. Церква розташована на бутовому фундаменті, її підлога, як і підлога галереї встелена кам'яними плитами, а цоколь та сходи зроблені з каменю, скріпленого вапняним розчином. У вівтарній частині розташовано три маленькі вікна з кованими решітками (по одному на південь, північ та схід) та одне вікно, розташоване на другому ярусі над покрівлею першого ярусу з південного боку. На бабинці розташовано два спарених великих вікна з рамами-окладинами та одне маленьке вікно з південного боку, одне з північного боку.
Храм рублений із ясенових і дубових брусів (14-40 см.), кути виконані у техніці "ластівчиний хвіст" ("риб'ячий хвіст", "німецький"). Вирізи з'єднання глибші з кожної сторони брусу та не дають змоги стінам розсунутися. Церква покрита гонтом. Дах церкви в центральній частині з трьома заломами. У 2003 році майстри з Івано-Франківщини полагодили дах церкви, який до того протікав.
Стіни в середині церкви без розписів з низькою плоскою стелею бабинця, вкритою дошками, прикріпленими до горизонтальних балок. Перехід між стелею бабинця та нави оформлено у формі арки. (Зображення церкви [Архівовано 31 жовтня 2020 у Wayback Machine.] та 3D-панорама [Архівовано 30 жовтня 2020 у Wayback Machine.] її інтер'єру).
В храмі збереглися лише частини оригінального іконостасу (частина апостольського ряду (шість ікон), ікона "Покрова" і деталі різьблення іконостасу. В 2005-2009 рр. бригада різьбярів зі Львова провела реставраційні роботи по відновленню іконостасу, з використанням збережених частин з фондів музею. Старий іконостас був за розмірами більший за рахунок більш масивних деталей, тоді як новий іконостас більш барокового стилю. Іконописну частину робіт виконав заслужений художник України Олександр Охапкін.

## Парафія УГКЦ
Церква освячена 14 жовтня 1999 року та в ній розпочав служити отець Богдан Чурило, який провів понад 100 хрещень і понад 50 шлюбів. 17 лютого 2016 року заснована парафія Покрова Пресвятої Богородиці в м. Київ-Пирогів. З серпня 2017 року з новий керівник парафії отець Роман Ільницький відновив служіння щонеділі та на свята.
Поруч з церквою 5 вересня 2015 року представники закарпатської громади Києва встановили хрест, присвячений загиблим героям Небесної сотні, бійцям Антитерористичної операції на сході України і всім тим, хто віддав своє життя за незалежну Україну.
В храмі щонеділі, а також у великі церковні свята проводяться богослужіння. Зокрема богослужіння проводяться на храмове свято — Покрови Пресвятої Богородиці, Поливаний понеділок. Парафія займається благодійною допомогою, зокрема опікується людям, які перебувають місцях обмеження волі, їх дітьми. Також при парафії діє катехитична школа.
Після початку російського вторгнення в Україну парафія власним коштом спільно з іншими жертводавцями придбавали майшо для його передачі силам оборони України:
- 1 травня 2023 року - мобільний лазне-пральний комплекс (спільно з Благодійним фондом «Рій — фонд допомоги війську», парафіями УГКЦ за кордоном: парафія Богородиці Троєручиці в м. Таллінні (Естонія); вірні УГКЦ в Естонії та Фінляндії; парафія Преподобної Йосафати Гордашевської в Хетафе (Іспанія)) передано у ВЧ А1937[9];
- 27 серпня 2023 року - автомобіль швидкої медичної допомоги (спільно з вірними УГКЦ у містах Хетафе (Іспанія) і Мюнстер (Німеччина)) передано  57 ОМПБр[10];
- 4 лютого 2024 року - мобільний лазне-пральний комплекс (спільно з Благодійним фондом «Рій — фонд допомоги війську», компанєю «Kiilto Pro Україна» та вірними УГКЦ у м. Хетафе (Іспанія)) передано у 63-тю ОМБ[11].

## Фотогалерея

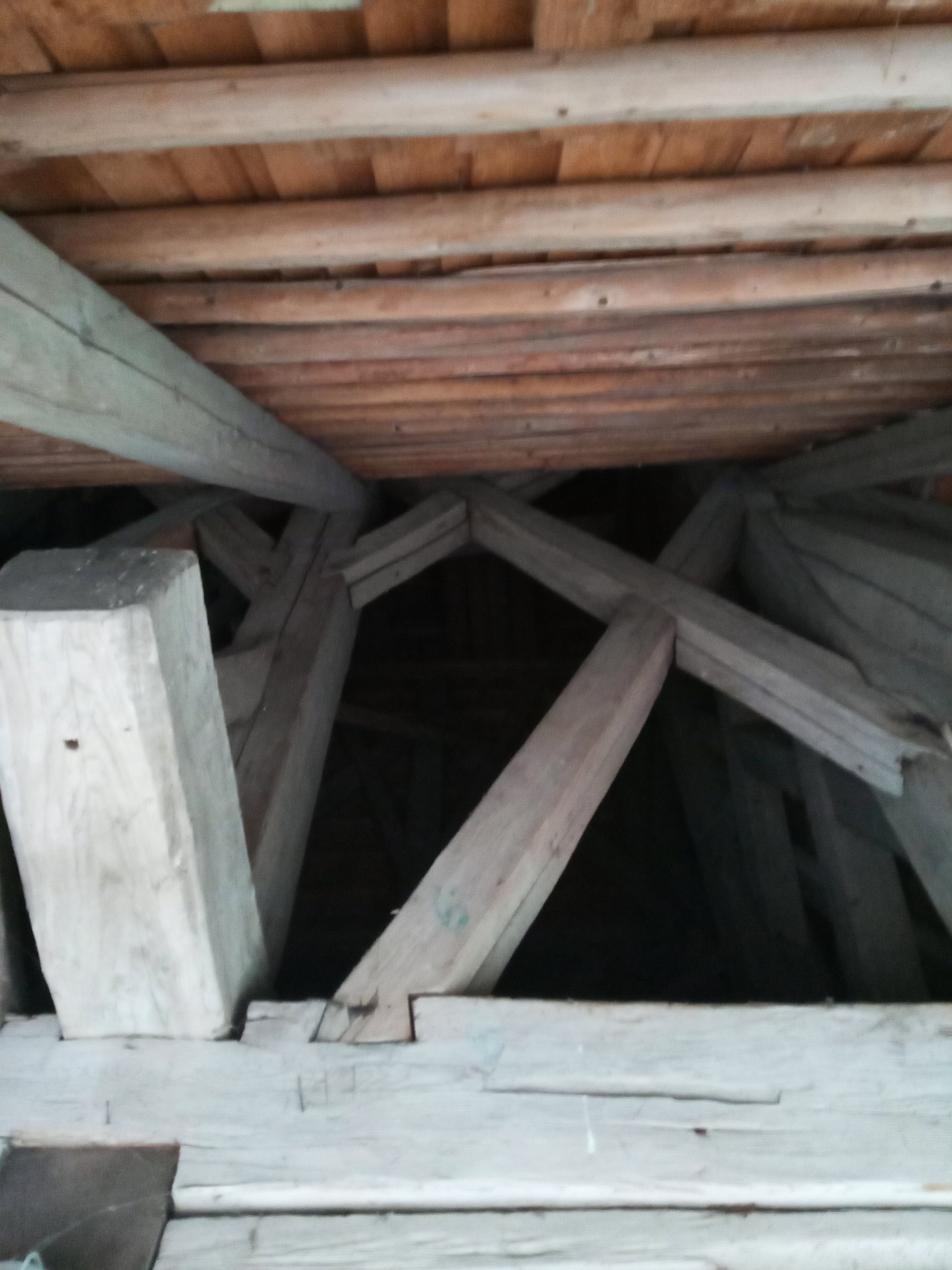
Вежа бабинця церкви - внутрішній простір
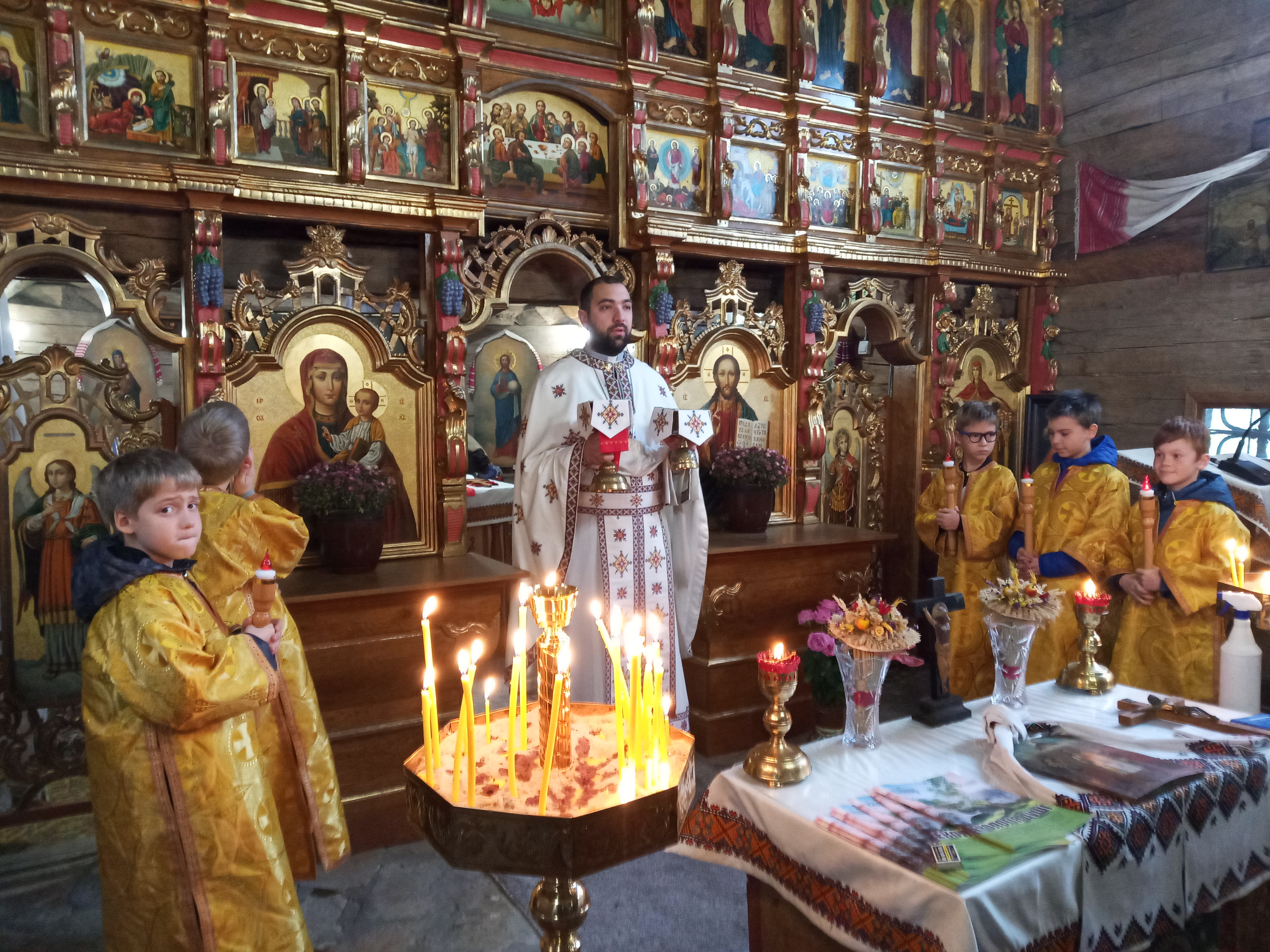
О. Роман з Святими дарами
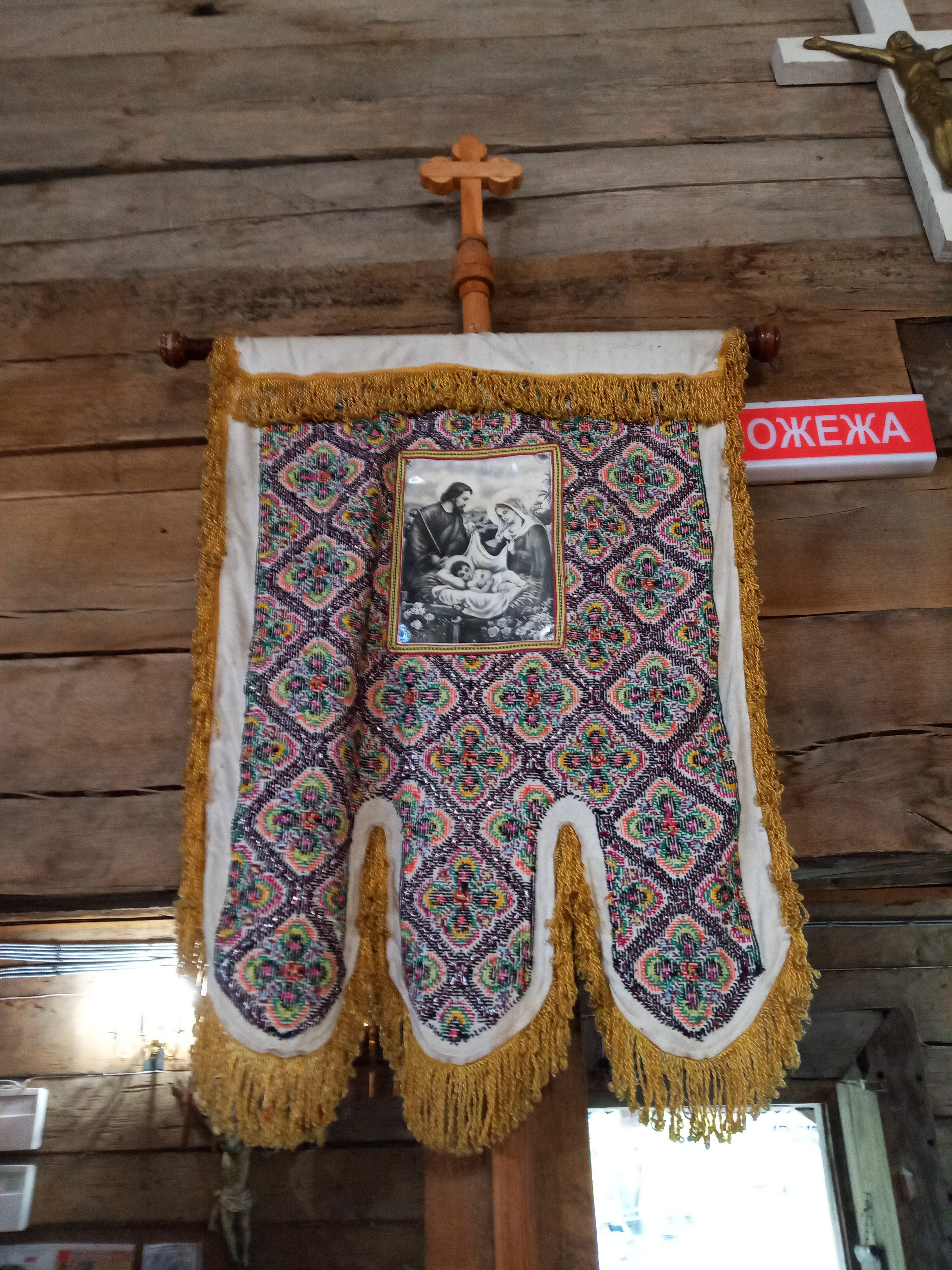
Хоругва
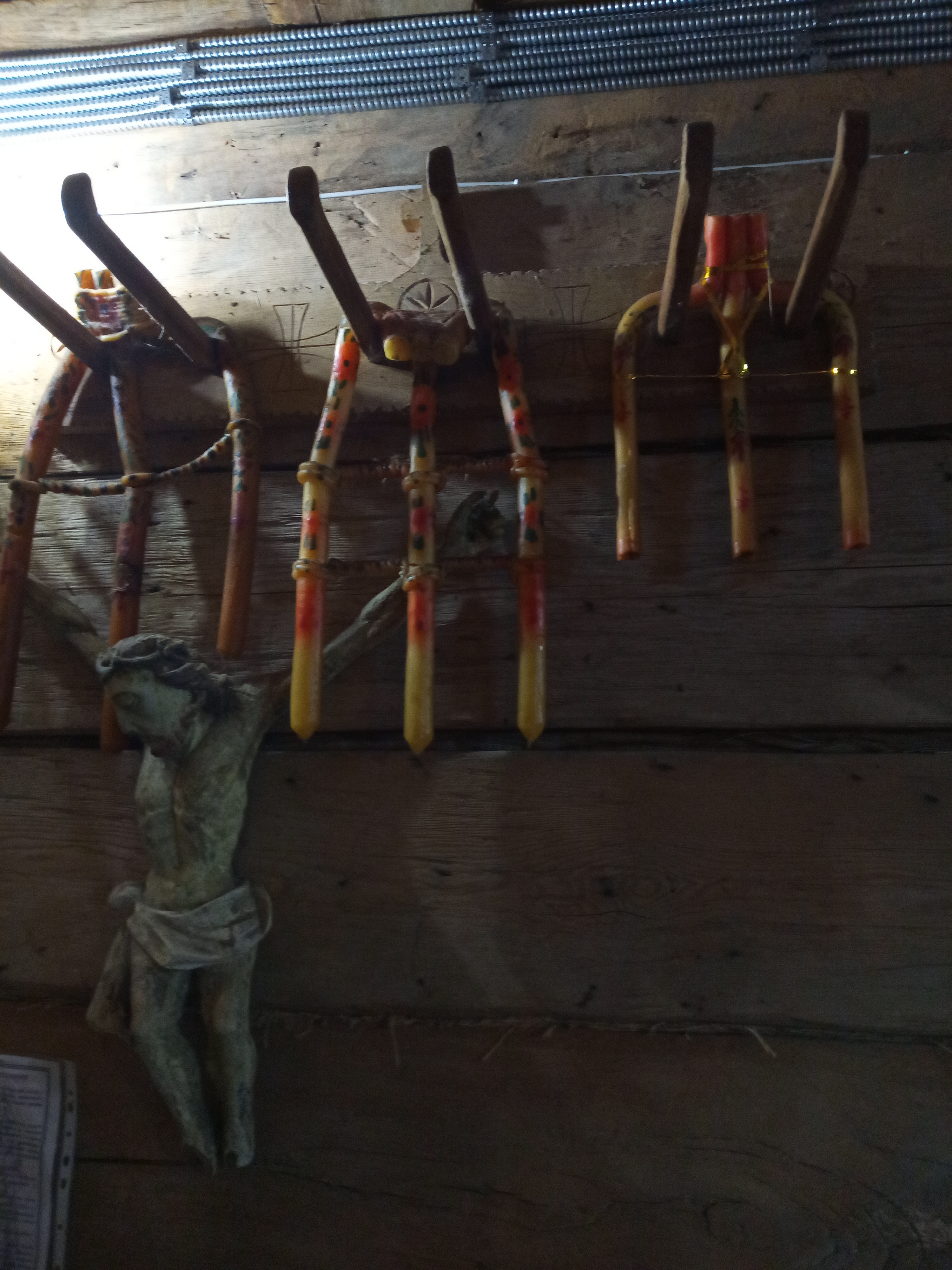
Свічки та розп'яття в інтер'єрі церкви
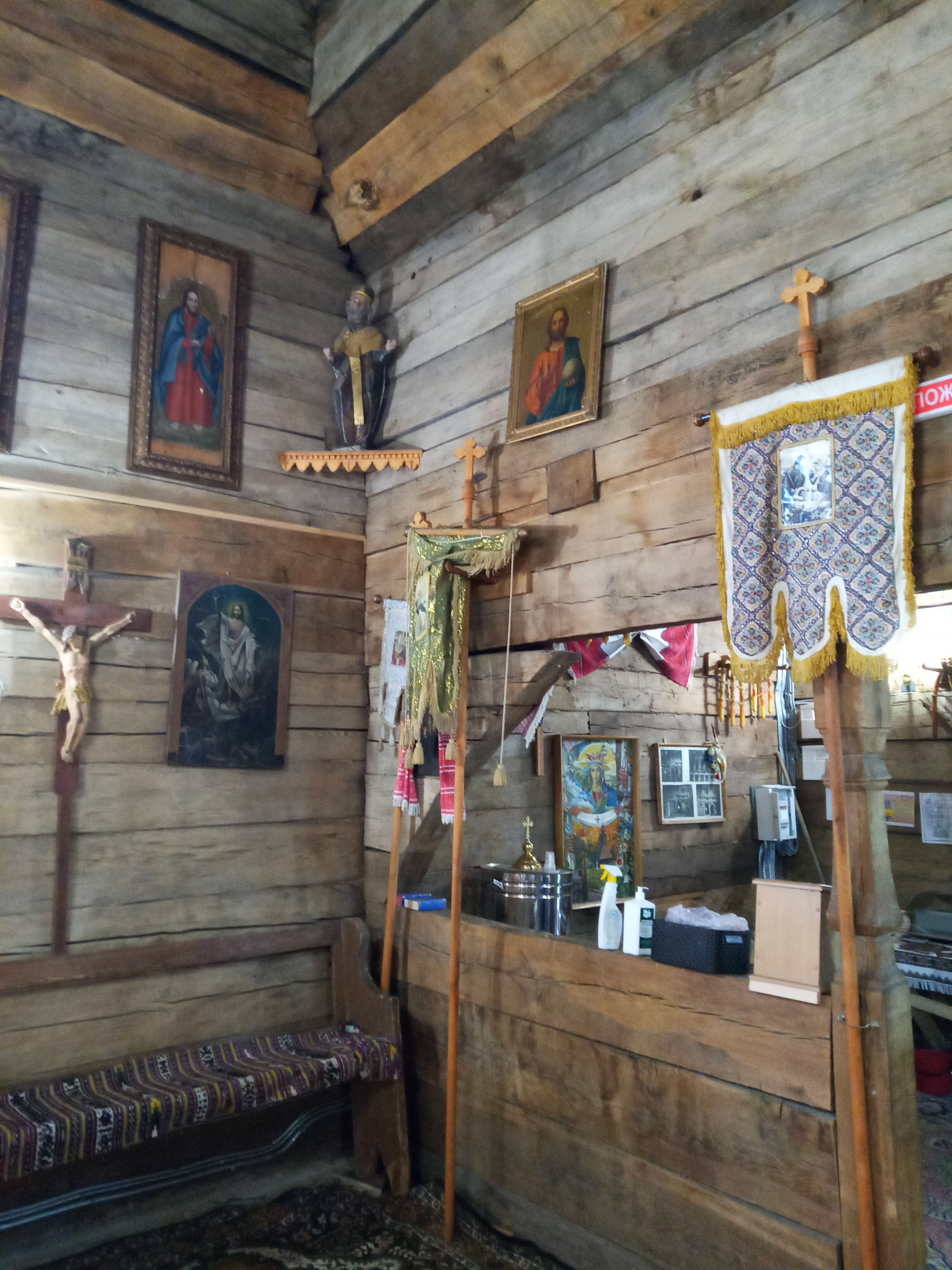
Елементи інтер'єру церкви
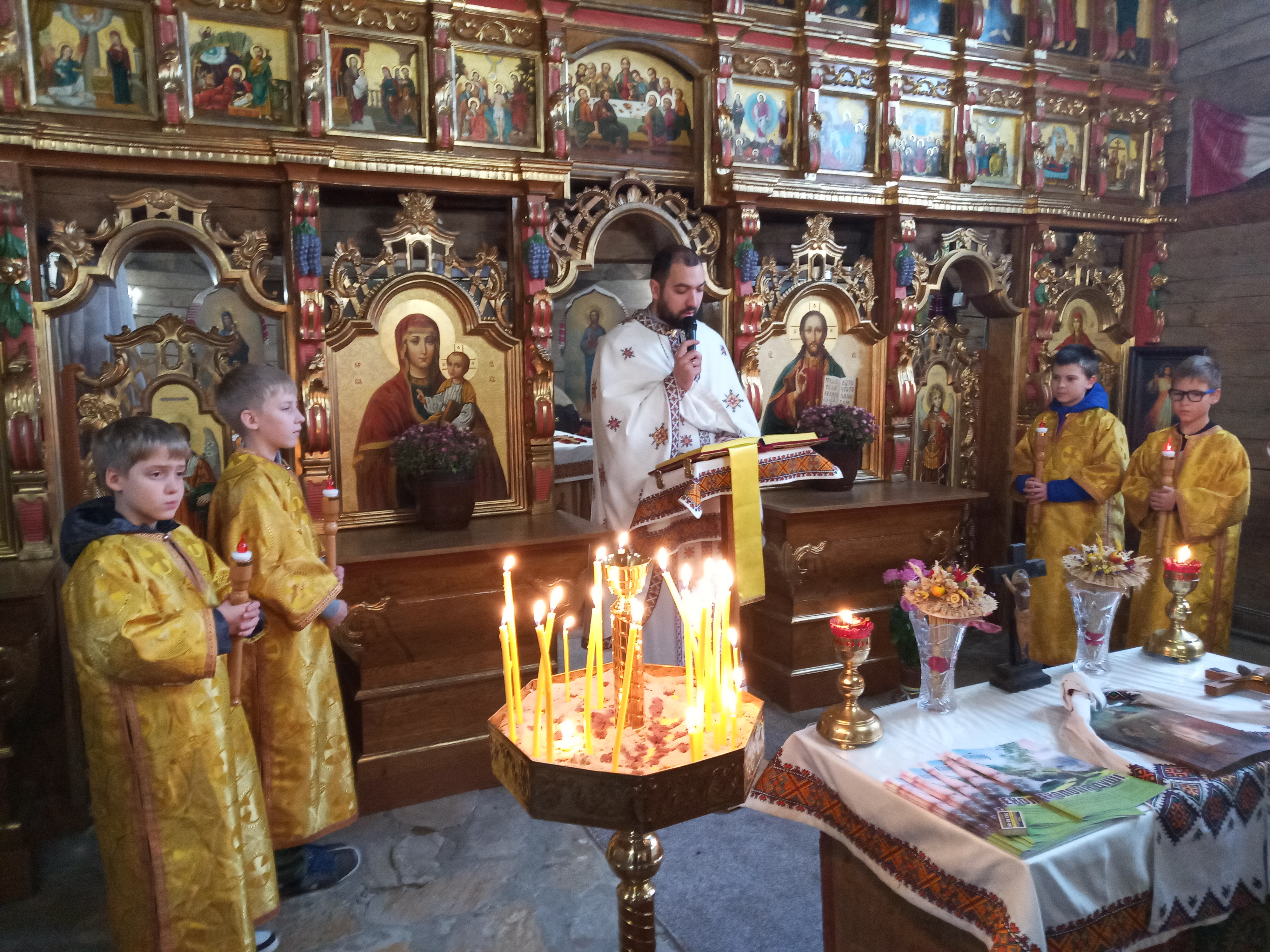
Літургія. Читання Євангілія. Вівтарна дружина церкви.
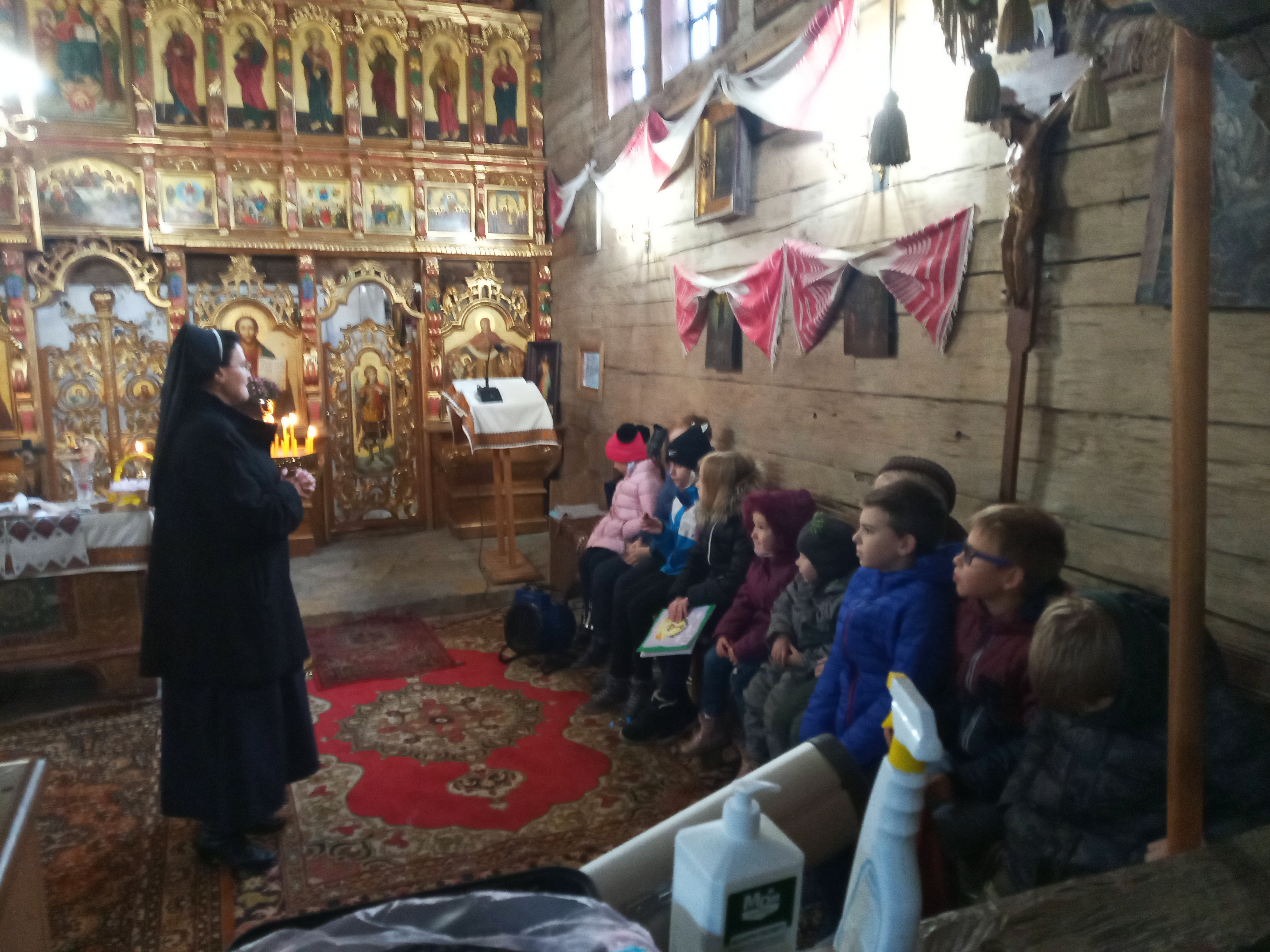
Катехизація після Служби Божої
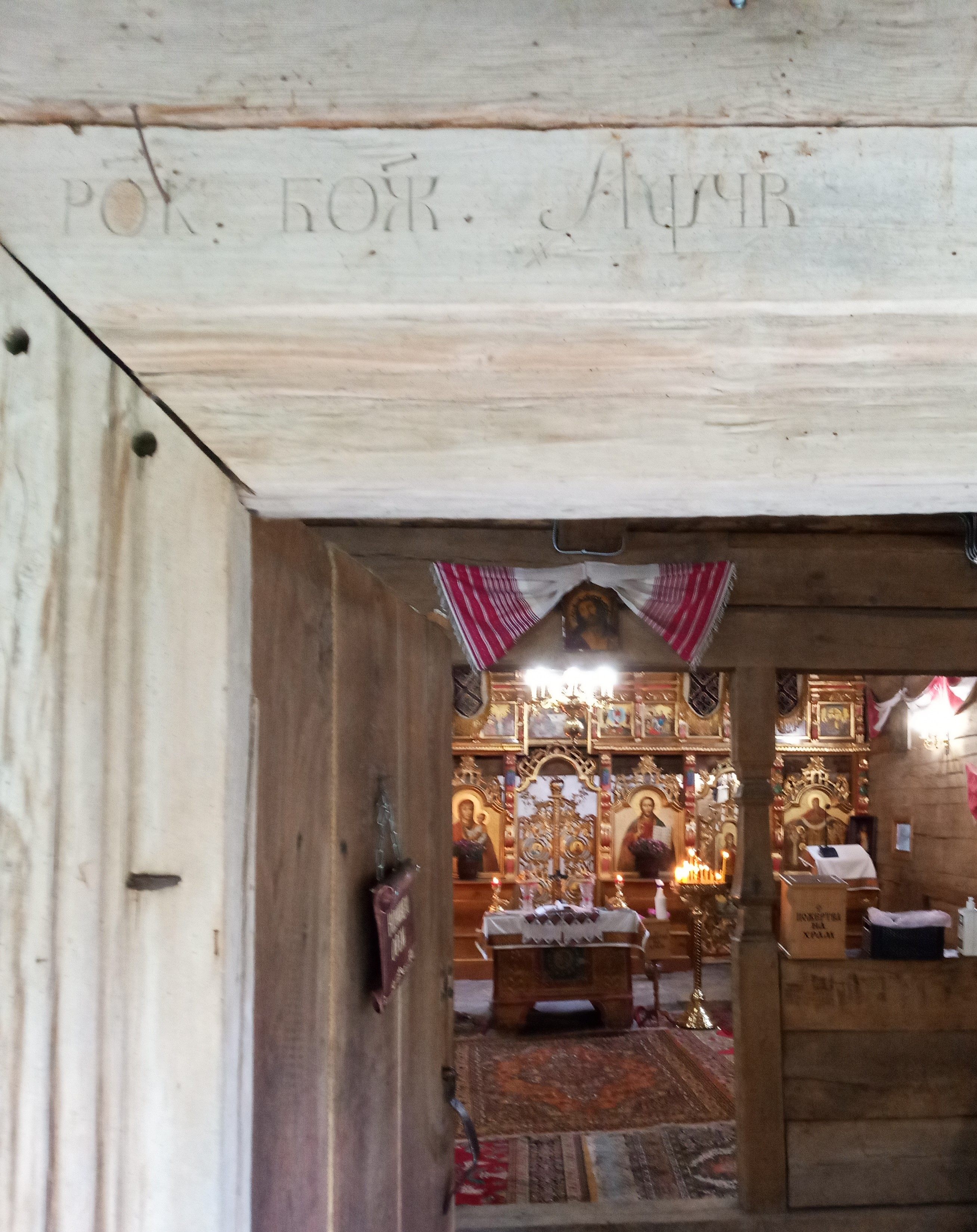
Напис над входом до церкви